# Sillygomania
Sillygomania è il secondo album in studio del cantante belga Loïc Nottet, pubblicato nel 2020.

## Tracce
1. Sillygomania – 2:34
2. On Fire – 3:47
3. Heartbreaker – 3:56
4. Rosa Maria – 3:44
5. Liar – 3:30
6. 29 – 3:57
7. The One – 4:04
8. Doctor – 3:58
9. Gun – 4:23
10. Twym – 3:27
11. Cry Out – 4:04
12. Candy – 3:43
13. Farewell – 3:18
14. Mr/Mme – 6:21